# Copidaster cavernicola
Copidaster cavernicola is een zeester uit de familie Ophidiasteridae.
De wetenschappelijke naam van de soort werd in 2010 gepubliceerd door Solis-Marin & Laguarda-Figueras.